# 皮夏涅 (博布里涅茨區)
48°4′34″N 32°12′24″E / 48.07611°N 32.20667°E
皮夏涅（烏克蘭語：Піщане），是烏克蘭中部的村莊，隸屬基洛夫格勒州的克羅皮夫尼茨基區。該村面積0.74平方公里，海拔高度98米，2001年人口17，人口密度每平方公里23.1人。